# Fuquay-Varina
Fuquay-Varina – miasto w Stanach Zjednoczonych, w stanie Karolina Północna, w hrabstwie Wake. W latach 2010–2019 populacja miasta wzrosła o 68,3% do 30,3 tys. mieszkańców, co czyni Fuquay-Varina jednym z najszybciej rozwijających się miast w Karolinie Północnej.